# Драгулски, Йон
Йон Драгулски (рум. Ion Dragulschi; 15 апреля 1950) — румынский гребец-байдарочник, выступал за сборную Румынии на всём протяжении 1970-х годов. Участник летних Олимпийских игр в Мюнхене, бронзовый и трижды серебряный призёр чемпионатов мира, победитель многих регат национального и международного значения.

## Биография
Йон Драгулски родился 15 апреля 1950 года.
В возрасте двадцати двух лет благодаря череде удачных выступлений удостоился права защищать честь страны на летних Олимпийских играх 1972 года в Мюнхене — стартовал в зачёте одиночных байдарок на дистанции 1000 метров, однако сумел дойти только до стадии полуфиналов.
Первого серьёзного успеха на взрослом международном уровне Драгулски добился в 1973 году, когда попал в основной состав румынской национальной сборной и побывал на чемпионате мира в финском Тампере, откуда привёз награды бронзового и серебряного достоинства, выигранные в программе двухместных байдарок на дистанциях 500 и 1000 метров соответственно.
Два года спустя выступил на мировом первенстве в югославском Белграде и завоевал серебряную медаль в эстафете одиночек 4 × 500 м. Ещё через два года на аналогичных соревнованиях в болгарской Софии получил серебро среди четырёхместных байдарок на полукилометровой дистанции. Вскоре по окончании этой регаты принял решение завершить спортивную карьеру, уступив место в сборной молодым румынским гребцам.